# Jack Ham
College Football Hall of Fame 1990
Pro Football Hall of Fame 1988
(en) Statistiques sur pro-football-reference
Jack Raphael Ham, Jr., né le 23 décembre 1948 à Johnstown (Pennsylvanie), est un joueur américain de football américain ayant évolué au poste de linebacker.
Étudiant à l'Université d'État de Pennsylvanie, il a joué pour les Penn State Nittany Lions. Il fut drafté en 1971 à la 34e place (deuxième tour) par les Steelers de Pittsburgh.
Titulaire dès sa première saison, Ham restera toute sa carrière dans la franchise. Associé longtemps avec Jack Lambert, il remporta quatre Super Bowls (IX, X, XIII et XIV — il ne joua pas au dernier à cause d'une blessure —).
Il fut sélectionné huit fois pour le Pro Bowl (1973, 1974, 1975, 1976, 1977, 1978, 1979 et 1980) et fait partie du 20/20 Club avec ses 25 sacks, 21 fumbles recovered et 32 interceptions.
Il a intégré le Pro Football Hall of Fame en 1988 et le College Football Hall of Fame en 1990. Il fait également partie de l'équipe NFL de la décennie 1970 ainsi que de l'équipe du 75e anniversaire de la NFL.